# هازوکی یودا
هازوکی یودا (انگلیسی: Hazuki Yuda؛ زادهٔ ۱۱ ژوئیهٔ ۱۹۸۹) بازیکن هاکی روی چمن زن اهل ژاپن است.
او برای تیم ملی هاکی روی چمن زنان ژاپن در بازی‌های المپیک تابستانی ۲۰۱۶ شرکت کرد.